# Make the Exorcist Fall in Love
Make the Exorcist Fall in Love (エクソシストを堕とせない?, Ekusoshisuto o otosenai) è un manga scritto da Aruma Arima e disegnato da Masuku Fukayama. Ha iniziato la serializzazione il 15 dicembre 2021 sul sito web Shōnen Jump+ di Shūeisha e i capitoli sono stati raccolti in 12 volumi tankōbon. In Italia la serie viene pubblicata da Panini Comics, sotto l'etichetta Planet Manga, a partire dal 9 maggio 2024.

## Trama
La storia ha come protagonista un ragazzo esorcista senza nome, che fin dalla nascita è stato addestrato e abusato dalla Chiesa cattolica per sconfiggere i demoni, al punto che ha seguito letteralmente la Bibbia e ha finito per strapparsi un occhio mentre combatteva il demone della lussuria. Con il tempo, è finito per diventare il più forte degli esorcisti, ma nonostante ciò la sua indole è pacifica e vorrebbe dedicarsi alla creazione di dolci. Un giorno, la Chiesa viene avvertita dal suo mentore di essere troppo altruista e riceve un messaggio da Satana, che desidera che il creatore de "La Galleria del Male" gli faccia visita nella Geenna. "La Galleria del Male" si rivela essere una mostra d'arte con quadri che raffigurano demoni che si innamorano, e l'esorcista viene incaricato dalla Chiesa di proteggere Imuri Atsuki, l'artista, dai servitori di Satana. Imuri è gentile e amorevole nei confronti dell'esorcista, ma questo perché la ragazza nasconde un segreto.

## Personaggi
Signor esorcista (神父くん?, Shinpu-kun)
Doppiato da: Sōma Saitō (spot 2022)
Imuri Atsuki (愛月イムリ?, Atsuki Imuri)
Doppiata da: Rie Takahashi (spot 2022)

## Pubblicazione
Il manga, scritto da Aruma Arima e disegnato da Masuku Fukayama, viene serializzato dal 15 dicembre 2021 sul sito web Shōnen Jump+ di Shūeisha. I capitoli vengono raccolti in volumi tankōbon a partire dal 2 maggio 2022. Al 4 agosto 2025 i volumi totali ammontano a 12.
In Italia la serie è stata annunciata da Panini Comics che la pubblica sotto l'etichetta Planet Manga a partire dal 9 maggio 2024.
La serie è distribuita anche in lingua inglese tramite il servizio Manga Plus.

### Volumi
| 1  | 2 maggio 2022 | ISBN 978-4-08-883138-1 | 9 maggio 2024     | ISBN 978-88-287-7635-2 (ed. regolare) ISBN 978-88-287-7637-6 (ed. variant) ISBN 978-88-287-7636-9 (ed. variant) |
| 1  | Capitoli - 1. Ama il tuo prossimo (汝の隣人を愛せよ?, Nanji no rinjin o aiseyo) - 2. Non riesco a far innamorare l'esorcista (エクソシストを堕とせない?, Ekusoshisuto o otosenai) - 3. Femme Fatale (ファムファタール?, Famu Fatāru) - 4. Mammon (マモン?, Mamon) - 5. L'inizio della guerra (開戦?, Kaisen) |                        |                   | |
| 2  | 4 luglio 2022 | ISBN 978-4-08-883174-9 | 25 luglio 2024    | ISBN 978-88-287-8250-6 (ed. regolare) ISBN 978-88-287-8261-2 (ed. variant)                                      |
| 2  | Capitoli - 6. Dies irae (怒りの日?, Ikari no hi) - 7. Machismo (マチズモ?, Machizumo) - 8. Sic transit gloria mundi (盛者必衰?, Jōshahissui) - 9. La mano sinistra delle tenebre (闇の左手?, Yami no hidarite) - 10. Onde capillari (さざ波?, Sazanami) - 11. Sorelle (シスターズ?, Shisutāzu) - 12. Alla deriva (漂着?, Hyōchaku) - 13. Madre oceano (母なる海?, Hahanaru umi)                                                                                 |                        |                   | |
| 3  | 4 ottobre 2022 | ISBN 978-4-08-883266-1 | 19 settembre 2024 | ISBN 978-88-287-9687-9 (ed. regolare) ISBN 978-88-287-9714-2 (ed. variant)                                      |
| 3  | Capitoli - 14. Grandi bestie marine (海の大いなる獣?, Umi no ōinaru kemono) - 15. Leviathan (リバイアサン?, Ribaiasan) - 16. Inno alla gioia (歓喜の歌?, Kanki no uta) - 17. Per chi suona la campana (誰がのために鐘は鳴る?, Dare ga no tameni kane ha naru) - 18. Brulichio nello stomaco (腹の虫?, Hara no mushi) - 19. Ronzio premonitore (虫の知らせ?, Mushi no shirase) - 20. Commedia 1 (コメディ ①?, Komedi ①) - 21. Commedia 2 (コメディ ②?, Komedi ②) |                        |                   | |
| 4  | 3 febbraio 2023 | ISBN 978-4-08-883375-0 | 21 novembre 2024  | ISBN 979-12-21902-13-6                                                                                          |
| 4  | Capitoli - 22. Dove si trovano gli insetti (虫の居所?, Mushi no idokoro) - 23. Crisalide (蛹?, Sanagi) - 24. Voltastomaco (虫酸?, Mushizu) - 25. Tarmato (虫食む?, Mushibamu) - 26. Il signore delle mosche (蝿の王?, Hae no ō) - 27. Cuore di pulce (蚤の心臓?, Nomi no shinzō) - 28. Beelzebub (ベルゼブル?, Beruzeburu) - Side Episode. Coccinella (天道虫?, Tentōmushi)                                                                                     |                        |                   | |
| 5  | 2 giugno 2023 | ISBN 978-4-08-883517-4 | 13 febbraio 2025  | ISBN 979-12-21910-85-8                                                                                          |
| 5  | Capitoli - 29. Brulichio (蠢く?, Ugomeku) - 30. Farfalle (蝶々?, Chōchō) - 31. Come falene verso il fuoco (愚人は夏の虫?, Gujin wa natsu no mushi) - 32. Baco da seta (蚕?, Kaiko) - 33. Come una mosca in atto di supplica (蠅が手をすり足をする?, Hae ga te wo suriashi wo suru) - 34. Eucarestia (聖餐?, Seisan) - 35. Perché siamo vivi (生きてこそ?, Ikitekoso) - 36. Eeeh?! (あ？？?, A??)                                                                |                        |                   | |
| 6  | 4 settembre 2023 | ISBN 978-4-08-883637-9 | 20 marzo 2025     | ISBN 979-12-21913-15-6                                                                                          |
| 6  | Capitoli - 37. Pandora (パンドラ?, Pandora) - 38. La tana del coniglio (兎の穴?, Usagi no ana) - 39. Mikhail (ミハイル?, Mihairu) - 40. Altera arroganza (傲り高ぶり?, Ogori takaburi) - 41. Sporcizia (汚れ?, Yogore) - 42. Il crogiuolo (坩堝?, Rutsubo) - 43. Masse di rifiuti #1 (有象無象塵芥 ①?, Uzoumuzou jinkai ①) - 44. Ignorante (蒙昧?, Mōmai) |                        |                   | |
| 7  | 4 gennaio 2024 | ISBN 978-4-08-883779-6 | 15 maggio 2025    | ISBN 979-12-21918-29-8                                                                                          |
| 7  | Capitoli - 45. Sparo d'inizio (火蓋?, Hibuta) - 46. Primo turno (先攻?, Senkō) - 47. Secondo turno (後攻?, Kōkō) - 48. Se quella volta (もしもあの時?, Moshimo ano toki) - 49. Piano malefico (姦計?, Kankei) - 50. Asmodeus (アスモデウス?, Asumodeusu) - 51. Sblocco (開錠?, Kaijō) - 52. Onnipotenza (全能?, Zen'nō) |                        |                   | |
| 8  | 4 giugno 2024 | ISBN 978-4-08-884030-7 | 17 luglio 2025    | ISBN 979-12-21922-68-4                                                                                          |
| 8  | Capitoli - 53. Calar del sole (日没?, Nichibotsu) - 54. Calamità (厄災?, Yakusai) - 55. Fine dell'infanzia (幼年期の終わり?, Yōnenki no owari) - 56. Ehi, esci fuori! (おーいでてこーい?, Oidetekoi) - 57. La ruota (車輪?, Sharin) - 58. Ragazzo mio (僕の少年?, Boku no shōnen) - 59. Giuramento dell'atleta (選手宣誓?, Senshu sensei) - 60. L'arco di fango (泥の方舟?, Doro no hakobune)                                                                   |                        |                   | |
| 9  | 4 settembre 2024 | ISBN 978-4-08-884179-3 | settembre 2025    | ISBN 979-12-21926-91-0                                                                                          |
| 9  | Capitoli - 61. (暇?, Itoma) - 62. (最後の平穏?, Saigo no heion) - 63. (強襲?, Kyōshū) - 64. (古の魔女?, Inishie no majo) - 65. (反撃?, Hangeki) - 66. (児戯?, Jigi) - 67. (猿の惑星?, Saru no wakusei) - 68. (もういいよ?, Mou iiyo) - 69. (ゲッセマネからの逃走?, Gessemane kara no tōsō) |                        |                   | |
| 10 | 4 gennaio 2025 | ISBN 978-4-08-884331-5 | —                 | — |
| 10 | Capitoli - 70. (ピエロたち?, Piero-tachi) - 71. (勝手?, Katte) - 72. (イムリ?, Imuri) - 73. (恋の画家?, Koi no gaka) - 74. (血の楔?, Chi no kusabi) - 75. (生めよ、ふえよ、地に満ちよ?, Umeyo, fueyo, chi ni michiyo) - 76. (論外?, Rongai) - 77. (目覚め?, Mezame) |                        |                   | |
| 11 | 4 aprile 2025 | ISBN 978-4-08-884461-9 | —                 | — |
| 11 | Capitoli - 78. (ベルフェゴール?, Berufegōru) - 79. (コメディ ③?, Komedi ③) - 80. (素晴らしき哉、人生?, Subarashiki kana, jinsei) - 81. (コメディ ④?, Komedi ④) - 82. (大詰め?, Ōdzume) - 83. (地獄?, Jigoku) - 84. (リスタート?, Risutāto) - 85. (旅立ち?, Tabidachi) |                        |                   | |
| 12 | 4 agosto 2025 | ISBN 978-4-08-884617-0 | —                 | — |
| 12 | Capitoli - 86. (門?, Mon) - 87. (灯火?, Tomoshibi) - 88. (代償?, Daishō) - 89. (不穩?, Fuon) - 90. (反逆者?, Hangyaku-sha) - 91. (漁り?, Sunadori) - 92. (変容?, Henyō) - 93. (光あれ?, Hikari are) |                        |                   | |

### Capitoli non ancora in formatotankōbon
Questa lista è suscettibile di variazioni e potrebbe essere incompleta o non aggiornata.

- 94.  (陰り?, Kageri)
- 95.  (8人目?, 8 ninme)
- 96.  (ルシファー?, Rushifā)
- 97.  (有象無象塵芥 2?, Uzoumuzou jinkai 2)

## Accoglienza
Reiichi Naruma di Real Sound ha elogiato la storia, i disegni, i personaggi e l'ambientazione, apprezzando particolarmente sia gli elementi d'azione che quelli sentimentali della storia. Steven Blackburn di Screen Rant ha paragonato favorevolmente la serie a Witch Watch, affermando che i momenti romantici e le dinamiche dei personaggi di Make the Exorcist Fall in Love erano migliori di quelle presenti in Witch Watch.
La serie è stata nominata per il Next Manga Award 2022 nella categoria web manga e si è classifica al nono posto su 50 candidati.